# Tuanshansi (köpinghuvudort i Kina, Hubei Sheng, lat 29,61, long 112,32)
Tuanshansi (kinesiska: 团山寺, 团山寺镇) är en köpinghuvudort i Kina. Den ligger i provinsen Hubei, i den centrala delen av landet, omkring 220 kilometer sydväst om provinshuvudstaden Wuhan. Antalet invånare är 29 045. Befolkningen består av 14 409 kvinnor och 14 636 män. Barn under 15 år utgör 12,0 %, vuxna 15-64 år 77 %, och äldre över 65 år 10,0 %.
Runt Tuanshansi är det tätbefolkat, med 459 invånare per kvadratkilometer. Närmaste större samhälle är Xiulin, 14,7 km nordost om Tuanshansi. Trakten runt Tuanshansi består till största delen av jordbruksmark.
Genomsnittlig årsnederbörd är 1 563 millimeter. Den regnigaste månaden är maj, med i genomsnitt 235 mm nederbörd, och den torraste är december, med 28 mm nederbörd.